# Хэрриот, Джим
Джеймс Хэрриот (англ. James Herriot; 20 декабря 1939, Chapelhall — 23 апреля 2025) — шотландский футболист, играл на позиции вратаря.

## Биография

### Клубная карьера
В октябре 1958 года Хэрриот присоединился к клубу «Данфермлин Атлетик», но был вторым вратарём после Эдди Коннахана. В 1963 году Коннахан перешёл в английский «Мидлсбро» и Хэрриот стал основным вратарём команды. Всего в общей сложности он сыграл за эту команду 136 матчей. В 1965 году «Данфермлин Атлетик» проиграл в финале Кубка Шотландии «Селтику» со счётом 2:3.
В мае 1968 года перешёл в английский клуб «Бирмингем Сити»; сумма трансфера составила 18 000 фунтов стерлингов. За «синих» он играл в течение шести сезонов и был основным вратарём этой команды до 1970 года. В 1971 году перешёл в южноафриканский «Дурбан Сити». Затем он стал игроком клуба «Хиберниан», за который играл два сезона и в 1973 году выиграл с этим клубом Кубок шотландской лиги. Всего в общей сложности сыграл за «Хибс» 93 матча. В 1973 году Хэрриот перешёл в «Сент-Миррен», в котором играл два сезона. Завершил карьеру в клубе «Гринок Мортон».

### Карьера в сборной
Дебютировал за сборную Шотландии 16 октября 1968 года в товарищеском матче со сборной Дании, который Шотландия выиграла со счётом 1:0. Всего за сборную Шотландии сыграл 8 матчей.

### Смерть
Скончался 23 апреля 2025 года в возрасте 85 лет.

## Достижения
«Хиберниан»
- Обладатель Кубка шотландской лиги (1): 1972/73